# NGC 4138
NGC 4138 (другие обозначения — UGC 7139, MCG 7-25-35, ZWG 215.37, PGC 38643) — галактика в созвездии Гончие Псы.
Этот объект входит в число перечисленных в оригинальной редакции «Нового общего каталога».
Галактика NGC 4138 входит в состав группы галактик NGC 4051. Помимо NGC 4138 в группу также входят ещё 19 галактик.